# Hyphilaria boyi
Hyphilaria boyi is een vlinder uit de familie van de prachtvlinders (Riodinidae). De wetenschappelijke naam van de soort is voor het eerst geldig gepubliceerd in 1927 door Röber.